# Futago Kamikita
Jitsuna Kamikita (in giapponese 上北 実那?; Prefettura di Kōchi, 11 agosto 1960) e
Kizuna Kamikita (in giapponese 上北 希沙?; Prefettura di Kōchi, 11 agosto 1960) sono due fumettiste e character designer giapponesi, gemelle, che lavorano in coppia sotto lo pseudonimo di Futago Kamikita (上北 ふたご?, Kamikita Futago, lett. "le gemelle Kamikita"). Sono note soprattutto per aver disegnato il manga della saga di Pretty Cure.
Tra gli pseudonimi precedenti, Futago Kamikitazawa (上北沢 ふたご?, Kamikitazawa Futago), Shimai Kamikita (上北 姉妹?, Kamikita Shimai, lett. "le sorelle Kamikita") e Futago Kamikita (上北 双子?, Kamikita Futago), quest'ultimo scritto completamente in kanji invece che parzialmente in hiragana.

## Biografia
Le gemelle Kamikita iniziano a disegnare da piccole, influenzate dalla madre, appassionata di pittura. Successivamente, frequentano l'Università di Tokyo.
Animatrici e designer dello studio di Hiroshi Sasagawa, nel 1989 vincono gli Akatsuka Award della Shueisha con il manga Red Hot, pubblicato nel numero speciale invernale di Shonen Jump. Nel 1995 disegnano Kimagure Matatabishi Star, mai raccolto in volumetti, che racconta la storia di cinque gatti (Marilyn Monroe, Catherine Deneuve, Elizabeth Taylor, Claudia Cardinale e Brigitte Bardot) che vivono in un salone di bellezza e che sono stati sottoposti a un'operazione per trasformarli in esseri umani. Dal 2002 al 2004 disegnano la versione cartacea di Akubi Girl, per poi realizzare i manga di tutta la saga di Pretty Cure, serializzata su Nakayoshi per oltre un decennio, di cui illustrano anche alcune brevi storie adesive a colori. Nel 2006 partecipano al design dei mostri di Yu-Gi-Oh! GX, continuando a lavorare nel campo degli anime. Il 2006 è anche l'anno di Otona no naisho-banashi ~Tobī to Eruka no dokidoki nikki~ (大人のないしょ話 ～トビーとエルカのドキドキ日記～? lett. "La storia segreta degli adulti ~Il diario da batticuore di Toby ed Eruka~"). A gennaio 2008, collaborano con lo staff di Yattaman 2, remake di Yattaman, per il character design.
Nel 2011 partecipano alla progettazione del gioco di carte collezionabili Cardfight!! Vanguard. Nella seconda metà del 2012, illustrano tre libri di fiabe per bambini: Cenerentola, Biancaneve e i sette nani e La sirenetta; continuano questo progetto anche nel 2014, con la pubblicazione del libro illustrato de La bella addormentata e La bella e la bestia, e nel 2015 con Kaguya-hime.
Il 17 marzo 2016 pubblicano la raccolta di disegni da loro realizzati per la saga di Pretty Cure in un artbook dal titolo Futago Kamikita x All Precure; il 13 marzo 2019 ne esce un secondo.

## Opere

### Manga
- Red Hot – storia breve, 1989
- Mahō no Princess Marie (魔法のプリンセス・マリィ?, Mahō no purinsesu Maryi) – Storia di Mihoko Maruo. 3 volumi, 1990-1992 – come Futago Kamikita, scritto in kanji
- Sarada jūyūshi tomato man ― chō no dress daisakusen (サラダ十勇士 トマトマン―チョウのドレス大さくせん?, Sarada jūyūshi tomato man ― chō no doresu daisakusen) – Storia di Hiroshi Sasagawa. 1992 – come Futago Kamikita, scritto in kanji
- Kekkō majo kamo (けっこう魔女かも?, Kekkō majo kamo) – storia breve, 1995
- Kimagure Matatabishi Star (きまぐれマタタビシスターズ?, Kimagure Matatabishi Sutāzu) – 1995-1996 – come Futago Kamikitazawa
- Nyani ga nyandā nyandā kamen (ニャニがニャンだーニャンダーかめん?, Nyani ga nyandā nyandā kamen) – 3 volumi, 2000 – come Futago Kamikita, scritto in kanji
- Yobarete tobidete! Akubi-chan (よばれてとびでて！アクビちゃん?, Yobarete tobidete! Akubi-chan) – 2002-2004
- Futari wa Pretty Cure (ふたりはプリキュア?, Futari wa Purikyua) – 2 volumi, 2004-2005
- Pretty Cure Max Heart (ふたりはプリキュア ＭａｘＨｅａｒｔ （マックスハート）?, Futari wa Purikyua Makkusu Hāto) – volume unico, 2005-2006
- Eiga Futari wa Pretty Cure Max Heart (映画 ふたりはプリキュア ＭａｘＨｅａｒｔ （マックスハート）?, Eiga Futari wa Purikyua Makkusu Hāto) – volume unico, 2005
- Pretty Cure Max Heart 2 - Amici per sempre (映画 ふたりはプリキュア ＭａｘＨｅａｒｔ ２ （マックスハート ２） 雪空のともだち?, Eiga Futari wa Purikyua Makkusu Hāto 2 Yukizora no tomodachi) – volume unico, 2005
- Pretty Cure Splash☆Star (ふたりはプリキュア Ｓｐｌａｓｈ☆Ｓｔａｒ （スプラッシュ☆スター）?, Futari wa Purikyua Supurasshu☆Sutā) – 2 volumi, 2006-2007
- Pretty Cure Splash☆Star - Le leggendarie guerriere (映画 ふたりはプリキュア Ｓｐｌａｓｈ☆Ｓｔａｒ （スプラッシュ☆スター） チクタク危機一髪！?, Eiga Futari wa Purikyua Supurasshu☆Sutā Chiku taku kiki ippatsu!) – volume unico, 2006
- Otona no naisho-banashi ~Tobī to Eruka no dokidoki nikki~ (大人のないしょ話 ～トビーとエルカのドキドキ日記～? lett. "La storia segreta degli adulti ~Il diario del batticuore di Toby ed Eruka~") – 2006 – come Futago Kamikitazawa
- Love V Horse (ラブｖホース?, Rabu v hōsu) – 2007
- Yes! Pretty Cure 5 (Ｙｅｓ！プリキュア５?, Yes! Purikyua 5) – volume unico, 2007-2008
- Yes! Pretty Cure 5 GoGo! (Ｙｅｓ！プリキュア５ ＧｏＧｏ！?, Yes! Purikyua 5 GoGo!) – volume unico, 2008-2009
- Fresh Pretty Cure! (フレッシュプリキュア！?, Furesshu Purikyua!) – volume unico, 2009-2010
- HeartCatch Pretty Cure! (ハートキャッチプリキュア！?, Hātokyatchi Purikyua!) – volume unico, 2010-2011
- Suite Pretty Cure♪ (スイートプリキュア♪?, Suīto Purikyua♪) – volume unico, 2011-2012
- Smile Pretty Cure! (スマイルプリキュア！?, Sumairu Purikyua!) – volume unico, 2012-2013
- Dokidoki! Pretty Cure (ドキドキ！プリキュア?, Dokidoki! Purikyua) – volume unico, 2013-2014
- Mohee, shugyō-chū (もへぇ、修行中?, Mohee, shugyō-chū) – Storia di Fumitaka Miyazaki. Volume unico, 2013
- HappinessCharge Pretty Cure! (ハピネスチャージプリキュア！?, Hapinesu Chāji Purikyua!) – volume unico, 2014-2015
- Go! Princess Pretty Cure (Ｇｏ！プリンセスプリキュア?, Go! Purinsesu Purikyua) – 2 volumi, 2015-2016
- Mahō tsukai Pretty Cure! (魔法つかいプリキュア！?, Mahō tsukai Purikyua!) – 2 volumi, 2016-2017
- Lo specchio magico (ひみつのアッコちゃんμ?, Himitsu no Akko-chanμ, lett. "Il segreto di Akkoμ") – Storia di Hiroshi Izawa. 2016-in corso
- Kirakira Pretty Cure À La Mode (キラキラ☆プリキュアアラモード?, Kirakira ☆ Purikyua A Ra Mōdo) – 2 volumi, 2017-2018
- HUGtto! Pretty Cure (ＨＵＧっと！プリキュア?, HUGtto! Purikyua) – 2 volumi, 2018-2019
- Star☆Twinkle Pretty Cure (スター☆トゥインクルプリキュア?, Sutā☆Tuinkuru Purikyua) – 2 volumi, 2019-2020
- Healin' Good Pretty Cure (ヒーリングっど♥プリキュア?, Hīringuddo ♥ Purikyua) – 2 volumi, 2020-2021
- Tropical-Rouge! Pretty Cure (トロピカル～ジュ！プリキュア?, Toropikaru~ju! Purikyua) – volume unico, 2021-2022
- Delicious Party Pretty Cure (デリシャスパーティ♡プリキュア?, Derishasu Pāti ♡ Purikyua) – volume unico, 2022-2023
- Hirogaru Sky! Pretty Cure (ひろがるスカイ！プリキュア?, Hirogaru Sukai! Purikyua) – volume unico, 2023-2024
- Wonderful Pretty Cure! (わんだふるぷりきゅあ！?, Wandafuru Purikyua!) – volume unico, 2024-2025

### Romanzi illustrati
- (JA) Charles Perrault, Cinderella (シンデレラ?, Shinderera, Cenerentola), a cura di Yūko Hashigo, illustrazioni di Futago Kamikita, Kawade Shobō Shinsha, 30 maggio 2012,  p. 24, ISBN 978-4-309-68002-6.
- (JA) Hans Christian Andersen, Ningyohime (にんぎょひめ? La sirenetta), a cura di Yūuma Kusushi, illustrazioni di Futago Kamikita, Kawade Shobō Shinsha, 30 settembre 2012,  p. 24, ISBN 978-4-309-68038-5.
- (JA) Yūuma Kusushi (a cura di), Shirayukihime (しらゆきひめ? Biancaneve e i sette nani), illustrazioni di Futago Kamikita, Kawade Shobō Shinsha, 30 dicembre 2012,  p. 24, ISBN 978-4-309-68009-5.
- (JA) Nemurihime (ねむりひめ? La bella addormentata), illustrazioni di Futago Kamikita, Kawade Shobō Shinsha, 25 marzo 2014,  p. 40, ISBN 978-4-309-68015-6.
- (JA) Bijo to yajuu (びじょとやじゅう? La bella e la bestia), illustrazioni di Futago Kamikita, Kawade Shobō Shinsha, 29 settembre 2014,  p. 44, ISBN 978-4-309-68021-7.
- (JA) Kaguya-hime (かぐやひめ? La principessa Kaguya), illustrazioni di Futago Kamikita, Kawade Shobō Shinsha, 27 novembre 2015,  p. 40, ISBN 978-4-309-68025-5.

## Character design
- Time Bokan
  - Calendar Men (1981)
  - Gyakuten! Ippatsuman (1982-1983)
  - Itadakiman (1983)
  - Time Bokan 2000: Kaitou Kiramekiman (2000)
  - Yattaman 2 (2008)
- A tutto gas (1984-1985)
- Akubi Girl (2001)
- Yu-Gi-Oh! GX (2004-2008)
- Ippatsuhitchū!! Devander (2012)